# La cinta blanca
La cinta blanca (título original alemán Das weiße Band - Eine deutsche Kindergeschichte, trad. La cinta blanca. Un cuento infantil alemán, en inglés The White Ribbon), también conocida en el mundo germanohablante simplemente como Das weiße Band, es una película dramática de 2009, escrita y dirigida por el realizador austríaco Michael Haneke. Describe la vida en un pequeño pueblo del norte de Alemania justo antes de la Primera Guerra Mundial.
Considerada una de las películas más importantes de Haneke se estrenó en la 62.ª edición del Festival de Cannes donde ganó la Palma de Oro. Posteriormente fue galardonado, entre otros premios, con el Globo de Oro a la mejor película extranjera y el Premio del Cine Europeo a la mejor película. También obtuvo dos nominaciones a los Premios Óscar: Mejor fotografía y Mejor película de habla no inglesa. En total obtuvo 48 nominaciones y 62 galardones.

## Argumento
La comunidad de la aldea de Eichwald, un lugar ficticio al este del Elba, se caracteriza por la represión económica y las mutuas humillaciones. Las severidades se hallan no solo entre la acomodada familia del barón y entre los campesinos dependientes y abusados, sino también entre padres e hijos. El párroco protestante educa a sus hijos con rigor extremo, golpeándoles por la mínima falta, sujetándose a pretendidos ideales de virtud. Instruye a sus hijos para que lleven cintas blancas como símbolo de inocencia.
Al mismo tiempo misteriosas atrocidades aterrorizan a los aldeanos. El caballo del médico tropieza con un cable metálico, tendido adrede, por lo que el médico sufre graves heridas. Una obrera perece en un extraño accidente de trabajo. El hijo mayor del barón es secuestrado y fuertemente maltratado. Un edificio en la finca del barón se quema por la noche. Un recién nacido cae enfermo cuando dejan abierta la ventana de su cuarto en pleno invierno. Apuñalan los ojos a un niño indefenso debido a deficiencia mental. La policía, encargada de investigar este último caso, no averigua nada.
Detrás de la fachada del orden severo, subyacen tragedias clandestinas: el matrimonio del barón y su mujer está arruinado, sus hijos no tienen familia verdadera. La partera y la propia hija del médico viudo deben prestarles servicios sexuales. El mayordomo de la finca suele golpear a sus hijos en desenfrenadas explosiones de rabia. El párroco solo desea dejar las cosas como están y no pone en duda sus procedimientos pedagógicos, ni aun al darse cuenta de que sus hijos violentan a hombres y animales. Uno de sus hijos, Martin, quiere suicidarse por ser humillado hasta el límite pero le salvan de la muerte.
Solo el profesor joven, que narra el argumento de la película por retrospectiva, parece tener una mirada neutral de los acontecimientos y concluye por observaciones que los actos horribles se atribuyen a un grupo de niños del círculo de los hijos mayores del párroco – teniendo en cuenta que una compañera tímida de clase le confiesa que había soñado con dos de los episodios. Al confrontar a los hijos de párroco con la sospecha del maestro, lo niegan todo. El párroco se enfurece, amenazando al profesor con graves consecuencias en caso de que repitiera las acusaciones.
El estallido de la Primera Guerra Mundial acaba por dar mil vueltas a los acontecimientos anteriores. Ya que el médico y la partera se han marchado, los aldeanos se contentan con culpar a los dos y su muy censurable relación. La pregunta por los hechos y causas de lo que efectivamente ha acaecido no es resuelta ya que, en este lugar, los secretos pueden ser guardados para siempre. Solo de vez en cuando emergen los síntomas patológicos de una sociedad enferma.
El narrador deja el pueblo para no regresar jamás no sin antes preguntarse si esos hechos no fueron el germen de la tragedia que vendrá, si no son la consecuencia natural de las enseñanzas recibidas. ¿Puede hallarse aquí la respuesta del horror venidero?. La película deja abierta al público la interpretación.

## Reparto
2
- Christian Friedel - Maestro de escuela
- Ernst Jacobi - Narrador, el maestro de escuela anciano
- Leonie Benesch - Eva
- Ulrich Tukur - Barón
- Ursina Lardi - Marie-Louise, la baronesa
- Fion Mutert - Sigmund
- Michael Kranz - Tutor privado
- Burghart Klaußner - Pastor protestante
- Steffi Kühnert - Anna, la esposa del pastor
- Maria-Victoria Dragus - Klara
- Leonard Proxauf - Martin
- Levin Henning - Adolf
- Johanna Busse - Margarete
- Thibault Sérié - Gustav
- Josef Bierbichler - Camarero
- Gabriela Maria Schmeide - Emma, la esposa del camarero
- Janina Fautz - Erna
- Enno Trebs - Georg
- Theo Trebs - Ferdinand
- Kai Malina - Karl
- Rainer Bock - Doctor
- Roxane Duran - Anna, la hija del doctor
- Susanne Lothar - Partera
- Eddy Grahl - Karli
- Branko Samarovski - Campesino
- Birgit Minichmayr - Frieda
- Aaron Denkel - Kurti
- Detlev Buck - Padre de Eva
- Carmen-Maja Antoni - Lavadora de cadáveres

## Producción

### Idea y realización
Con el sugestivo subtítulo "Una historia alemana para niños" La Cinta Blanca plantea un turbador y ascético análisis sobre la represiva ambigüedad moral alemana de principios del siglo XX que gestará las dos grandes guerras mundiales y el nazismo. El tratamiento se realza gracias al uso medido del efecto de distanciamiento del teatro de Brecht. Es una opresiva parábola sobre el origen de toda violencia cuyo guion se centra en los niños de un remoto pueblo del norte de Alemania a meses del advenimiento de la Primera Guerra Mundial. 
Según Haneke, la película trata sobre "el origen de todo tipo de terrorismo, sea de naturaleza política o religiosa". Para el realizador "es un microcosmos que representa el macrocosmos de la sociedad de manera muy eficaz".

### Rodaje
La película fue creada como una coproducción entre Alemania, Austria, Francia e Italia, Según el productor Stefan Arndt, la empresa alemana X-Filme se hizo cargo de “más de la mitad del presupuesto”. Por lo tanto, "también es correcto que la película entre en la carrera como contribución alemana", sobre todo porque la película también representa "una historia alemana" que fue "rodada íntegramente en Alemania" – afirmó Arndt sobre la pregunta planteada por algunos sobre si la película debe considerarse alemana o austriaca.  En cualquier caso, el acuerdo de coproducción entre Austria y Alemania establecía que, al presentarse a festivales, la película debía proyectarse o bien como contribución del productor mayoritario (en este caso: X-Filme) o del productor que aporta al director (en este caso Wega Film).
Sin embargo, cuando se trataba de presentar su candidatura a los Oscar (sólo en la categoría de Mejor Película en Lengua Extranjera), cualquier país involucrado en la producción tenía derecho a presentar la película. En concreto, la responsabilidad corría a cargo de la representación extranjera de la industria cinematográfica nacional, en este caso German Films Service + Marketing GmbH, que fue simplemente la primera en presentar la película. Al principio, la Austrian Film Commission (AFC) se disgustó porque los alemanes habían presentado primero la película, que era "austriaca" en sus "funciones esenciales", pero la decisión fue aceptada. El Standard, sin embargo, informó que hubo “consideraciones tácticas” detrás de la presentación alemana de la película. Después de que Austria fuera nominada durante los dos últimos años, la distribuidora estadounidense Sony Pictures ejerció presión porque la película tenía más posibilidades de ganar el Oscar si era presentada en Alemania. La última película que fue reivindicada como “propia”, al menos por muchos medios de ambos países, fue Los falsificadores, Esta película, ganadora del Oscar en 2008, fue una producción germano-austriaca al 50% y fue presentada por la AFC austriaca.

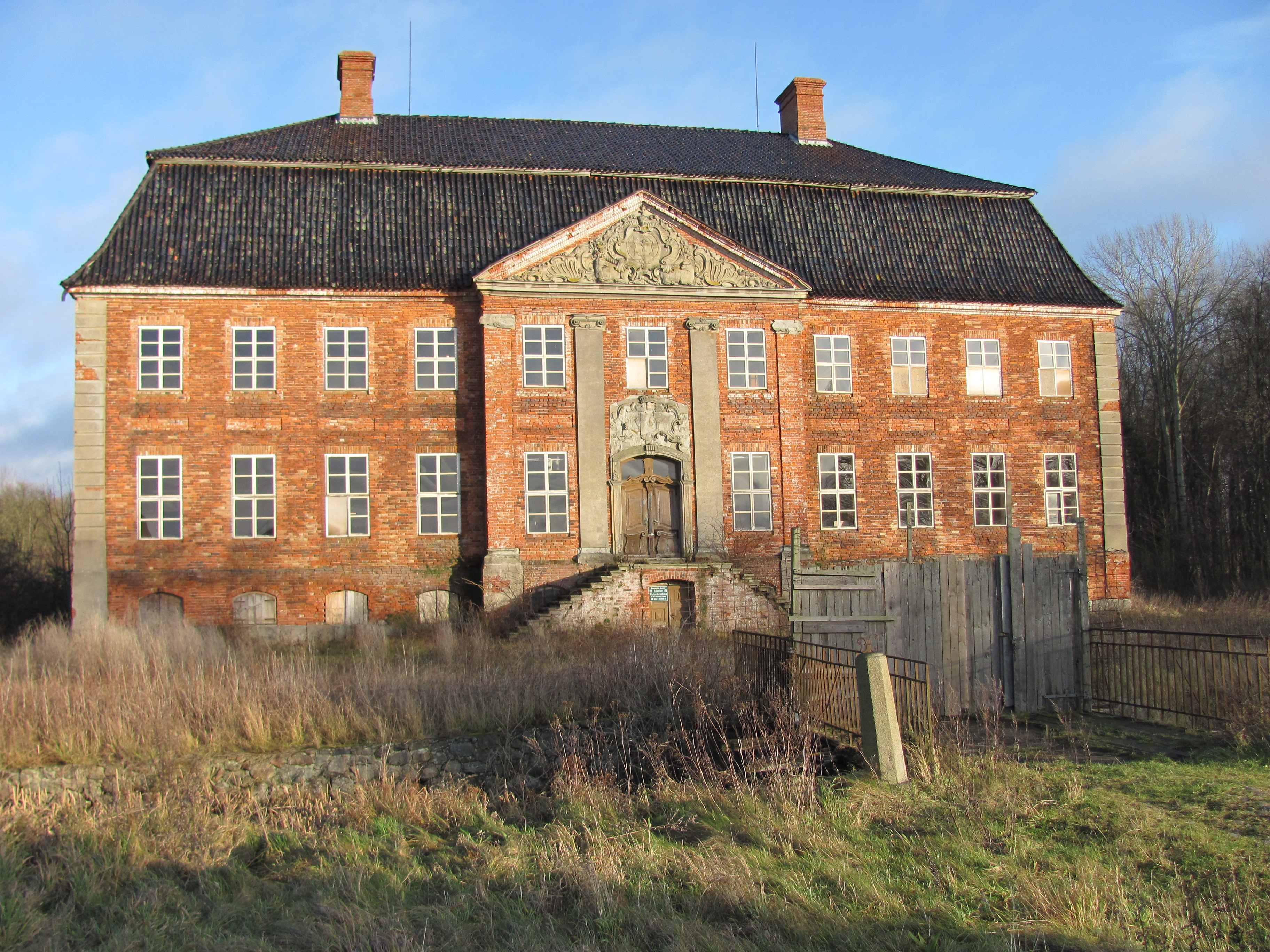
Ubicación: Castillo de Johannstorf

El rodaje tuvo lugar a partir del día 9 de junio hasta el 4 de septiembre de 2008, en lugares en Mecklemburgo-Pomerania Occidental, Brandeburgo y Sajonia,  El pueblo de Eichwald representaba las verdaderas ciudades de Netzow y Michaelisbruch  en Prignitz. En Netzow, poco antes del inicio del rodaje, se pospuso el asfaltado previsto de la calle adoquinada.  Las casas de construcción más reciente estaban cubiertas con fachadas provisionales. La casa del médico fue construida para el rodaje. El accidente en el que muere la esposa de un granjero tiene lugar en la aserradero Zechlinerhütte, cerca de Rheinsberg, La mansión de Mecklemburgo, Schloss Johannstorf, cerca de Travemünde, sirvió como castillo del barón. Las grabaciones de estudio se llevaron a cabo en el Media City Atelier de Leipzig (MCA).
La película, que se estrenó en los cines en blanco y negro, se rodó originalmente en película en color, Según Berger, las cámaras digitales tenían muy poca exposición para el fuerte contraste de las tomas interiores nocturnas iluminadas con lámparas de petróleo y, debido a acuerdos con las empresas de televisión cofinanciadoras, la película tuvo que rodarse en color, como estaba previsto originalmente. una serie de televisión de varias partes. La versión final sólo se creó en blanco y negro. Las grabaciones se digitalizaron, se convirtieron a blanco y negro y se procesaron posteriormente de forma exhaustiva. Entre otras cosas, se descubrió que en muchas escenas filmadas a la luz de velas y queroseno, el entorno y los rostros aparecían desenfocados, por lo cual debieron ser afinadas digitalmente.
Mientras escribía el guion, Haneke leyó "toneladas de libros sobre la paternidad y la vida en el campo en el siglo XIX. Los conocimientos obtenidos se utilizaron en la película: en el siglo XIX  se empleaba “la cinta blanca para el castigo humillante porque era visible para todos”. En general, Haneke prestó gran atención a la precisión histórica. Hizo plantar centeno histórico “para que estuviera a la altura adecuada como a principios de siglo. Sin embargo, como el centeno no creció como se esperaba, el rodaje tuvo que realizarse en un campo diferente. Al escribir el guion, que fue llevado al cine con la ayuda de Jean-Claude Carrière, Haneke ya pensó en quiénes podrían interpretar algunos papeles: por ejemplo, Susanne Lothar como partera o Ulrich Mühe como pastor. Dado que Mühe murió antes de comenzar el rodaje, Haneke “recorrió de arriba abajo a todas las celebridades del cine alemán hasta que encontró a Burghart Klaußner”. El casting de los niños, realizado por el director de casting de Haneke, Markus Schleinzer, duró seis meses y participaron más de 7.000 niños.  “Trabajar con niños es complicado debido a la situación legal en Alemania, ya que a los niños menores de seis años sólo se les permite trabajar dos horas al día y a los mayores de seis años sólo se les permite trabajar tres horas al día. Los actores adultos también tuvieron sus dificultades. Birgit Minichmayr tuvo el papel orador más corto de su carrera con solo una frase, y Branko Samarovski, que interpreta a un granjero, fue doblado para la versión final.
La película, distribuida en Alemania por X-Verleih, se proyectó el día 17. Septiembre de 2009 en algunos cines alemanes, el 15 de octubre a nivel nacional.  Se estrenó en Austria el día 24 de septiembre a través de Filmladen,  Los derechos de distribución mundial pertenecen a Les Films du Losange. El guion fue publicado por Berlin Verlag,

## Haneke sobre la película
La ideología es una idea absolutizada. Dondequiera que haya opresión, humillación, desgracia y sufrimiento, el terreno está preparado para todo tipo de ideología. Por eso no debe entenderse 'La cinta blanca' como una película sobre el fascismo alemán. Se trata de un clima social que permita el radicalismo. Esa es la idea básica.
Michael Haneke

El verdadero tema, al menos esa era mi intención, es mostrar cómo las personas que están bajo presión se vuelven receptivas a la ideología, es decir, cómo incluso crean una ideología para sí mismos; cómo absolutizan una idea y luego usan esta idea absolutizada para castigar a quienes les predicaron la idea pero viven de manera diferente a lo que la idea exige.

Respecto al papel del protestantismo en ese momento en el surgimiento de una dictadura alemana, Haneke dice que “siempre le irritó […] por qué el fascismo se veía tan diferente en Italia que en Alemania. “Entender la película como una crítica general al protestantismo sería un “completo disparate”:

Por supuesto que [el protestantismo] tiene una cierta tendencia al elitismo […]. Y este espíritu de que soy responsable ante mí mismo también es algo positivo. Pero muy rápidamente puedes convertirlo en lo contrario: El comunismo es una idea maravillosa, pero tan pronto como encuentra su camino en la sociedad como ideología, se convierte en una dictadura e inhumana. La pregunta es: ¿Cómo se cae en un sistema así? Y eso a su vez siempre tiene que ver con la crianza.
Michael Haneke

Sobre la dramaturgia de la película:

Haneke siempre dice: La película es la plataforma de lanzamiento, pero el propio público tiene que querer saltar.
El productor Stefan Arndt conversando con el Jüdischen Allgemeinen

Porque mi memoria de imagen, en esta época, tiene connotación de blanco y negro. No puedo imaginarlo de otra manera.
Michael Haneke explica por qué 'La cinta blanca' es una película en blanco y negro.

## Recepción
La cinta obtiene muy buenas valoraciones en los portales de información cinematográfica y críticas muy favorables entre la crítica profesional. En IMDb obtiene una puntuación de 7,8 sobre 10 con 73.089 votaciones de los usuarios del portal. En FilmAffinity, además de estar incluida en la lista "Mejores películas alemanas de todos los tiempos" (puesto 45.º), con 37.175 votos obtiene una puntuación media de 7,2 sobre 10. En el agregador de críticas Rotten Tomatoes obtiene la calificación de "fresco" para el 86% de las 145 críticas profesionales computadas y para el 79% de las más de 50.000 valoraciones de los usuarios del portal.
Luis Martínez en el diario El Mundo destacó de la cinta "una soberbia obra maestra sobre las raíces del fascismo.(...) tan contundente, tan dramáticamente estimulante, tan cruelmente pesimista que duele". El crítico Carlos Boyero en El País destacó la labor de Haneke indicando que "el bisturí de Haneke da miedo.(...) El director pone en marcha todo su poder de sugerencia(...) con implacable lucidez, con un estilo visual que te hipnotiza, que te hace palpar la degeneración interna". En las páginas de ABC Oti Rodríguez Marchante alabó la cinta destacando "Un Haneke profundo y revelador (...) un enorme circunloquio en blanco y negro (...) con precisas y preciosas imágenes" y Antonio Weinrichter destacó la "apabullante fotografía, un ritmo que puede parecer solemne hasta que se convierte en ominoso(...) Haneke sigue manteniendo ese pulso clínico con el que nos ha contado, bisturí en mano, historias de violencia contemporánea". Sergi Sánchez en el diario La Razón destacó "aunque a veces parezca que 'El lazo blanco' (sic) esté a punto de ser víctima de la rígida coherencia de su planteamiento, Haneke conduce con mano firme al espectador en la inmersión en un mundo de rabia, represión, mentiras y ocultaciones".
Daniel Andreas para FilmAffinity tiene una valoración neutra indicando que "la gravedad del tema y el apabullante acabado formal –soberbia puesta en escena, magnífico casting, deslumbrante fotografía, rigurosa dirección, espléndido montaje- han granjeado a La cinta blanca el calificativo casi general de “obra maestra”. Pero Haneke, como ya ocurriera en La pianista, está lejos de la grandeza, porque es mezquino con sus mezquinos personajes". Adrián Massanet en la web Espinof indicó que "existen cineastas de un coraje ilimitado, que aprecian al espectador lo bastante como para ponerles un espejo en la cara y mostrar así los abismos de la perversidad. Michael Haneke es uno de ellos.(...) Zarandeados por este vendaval de gran cine no queda si no rendirnos a la evidencia. Es la mejor, la más valiente, arriesgada y notable película de 2009". Nuria Vidal en la revista Fotogramas la vinculó en su crítica de 2009 con la película de 1960 Village of the Damned dirigida por Wolf Rilla destacando que "igual que en el film de Rilla, también aquí es un maestro el testigo impotente de cómo en ese pequeño pueblo, un grupo de hermosos y rubios niños imponen su pureza, sembrando la semilla que solo 20 años más tarde iba a fructificar en el árbol podrido del nazismo. Rodada en un blanco y negro deslumbrante en sus contrastes, en unos paisajes y escenarios de una belleza sublime, con unos actores magníficos, especialmente los niños que destilan una peligrosa inocencia, La cinta blanca empieza como un cuento fantástico y acaba como un relato de auténtico terror".
Peter Bradshaw para The Guardian le otorgó 5 estrellas de 5 indicando "una historia de fantasmas sin fantasmas, de crímenes sin culpables, una parábola histórica sin moraleja que lleva al espectador al borde del abismo de la ansiedad con escalofriante brillantez y helada exactitud. La cinta blanca (símbolo de pureza espiritual y amuleto contra el pecado) es una reflexión sobre el fin de la inocencia, la perversidad innata, la cómoda negación de los hechos a fin de no enfrentarlos y otras sórdidas facetas del alma humana plasmadas en un marco sutil de gran belleza escénica con soberbia fotografía de Christian Berger, acreedor a la mayoría de los premios personales obtenidos por la película".
En su reseña para el Standard austriaco, Dominik Kamalzadeh afirma que Michael Haneke dirige “con gran severidad; encuentra imágenes en las que los personajes actúan como si estuvieran detrás de un cristal, a menudo en un silencio fantasmal. Estilísticamente, la película sigue una tradición de adaptaciones literarias (el libro, sin embargo, es del propio Michael Haneke), como si el objetivo fuera radicalizar nuevamente esta forma. A pesar de toda la precisión y sofisticación, a menudo parece un pequeño museo. “ 
En el Frankfurter Rundschau, Daniel Kothenschulte irónicamente calificó la película como una lección que “se revela desde el principio” (“Dos décadas después, estos niños malos serían nazis adultos”); Critica el parecido al grabado en madera de algunas figuras, pero aun así habla de “dos horas y media fascinantes”. Tobias Kniebe (Süddeutsche Zeitung) criticó lo mismo, esperando que las “muchas miniaturas malvadas” se “condensaran en un tema convincente”. Sin embargo, el final no logra reunir “las partes individuales, que también fluctúan salvajemente en el tono entre el patetismo de antes de la guerra, las quejas de Bierbichler y las recaídas en el psicodrama del presente”. Hanns-Georg Rodek, del mundo, también ve deficiencias, pero “el pensamiento autoritario como explicación de la Primera (y Segunda) Guerra Mundial (...) rara vez se ha visto desglosado en las unidades más pequeñas de la aldea y la comunidad familiar. El taz, en cambio, quedó impresionado por las “imágenes de resistencia. " 
La prensa especializada francesa quedó muy impresionada con La cinta blanca. Le Monde habló de una "película impresionante e implacable" y trazó paralelismos con Están condenados (1963) de Joseph Losey y (debido a la interpretación "siniestra" del Predicador) con La noche del cazador (1955), así como con Clouzot, y Bergman, Según Jean-Luc Douin, la película representa el “despertar de los abusos” que “una sociedad de adultos conocidos, puritanos y estrictos inflige a sus esposas, a sus hijos y a los empresarios. Es el inventario de caprichos y castigos perpetrados por locos de las autoridades, locos del orden, de la censura, “  Libération comparó el trabajo de cámara de Christian Berger con las obras de August Sanders, y la trama con las novelas de Eduard von Keyserling, La cinta blanca es una “película fuerte”, “más grande que su tema autóctono”, y Gérard Lefort la vio como una parábola que todavía se puede trasladar a hoy. – “¿De qué tipo de fascismo somos capaces en el aquí y ahora? “  Antes del anuncio oficial de los premios, Le Figaro concedió a Film de Haneke y a Un profeta de Jacques Audiard el segundo premio más importante del festival de cine, el Gran Premio del Jurado, detrás de Bright Star de Jane Campion y À l'origine de Xavier Giannoli, al que El diario envió la Palma de oro.
El Corriere della Sera de Milán ya había incluido la película entre las favoritas al premio. La crítica Giuseppina Manin escribe sobre una película bañada en “maravilloso blanco y negro” con “actores extraordinarios pero poco conocidos” y una “atmósfera de luteranismo oscuro como Bergman ”. La película muestra un microcosmos rural donde existen “reglas sociales y morales de férrea intransigencia”, pero detrás de las cuales “se crían crueldades secretas”. Allí los niños “son criados según principios pedagógicos que incluyen castigos, humillaciones e incluso tener las manos atadas a la cama para impedir que se toquen el propio cuerpo. “ 
El periódico sueco Sydsvenskan describe la película como una “obra de arte diabólica”. Es “difícil encontrar una película que sea tan consistente y unificada como ésta. Svenska Dagbladet considera que la película está “fantásticamente bien interpretada, increíblemente hermosa y vertiginosamente espantosa al mismo tiempo. Haneke logra contar “una historia complicada que es a la vez simple y profunda”.
El periódico danés Politics ve la película como un “regreso a las raíces de Haneke en la lengua y la tradición cultural alemanas. The White Ribbon es “una película ultraalemana sobre la germanidad. “ 
El propio Haneke repitió varias veces lo importante que era para él que su película fuera ejemplar y no sólo relacionada con Alemania, ya que para él “todas las formas de terrorismo” tenían un mismo origen, la “perversión de ideales que se traducen en reglas sociales”. “ 
En su ensayo Gewalt Phantasie, Wolfram Bergande ve a los niños de la película entrando en la Primera Guerra Mundial en fiel obediencia y trazando el camino hacia el nacionalsocialismo para sus hijos.

## Premios y nominaciones
| Año  | Premio                                                   | Categoría                                                       | Resultado |
| ---- | -------------------------------------------------------- | --------------------------------------------------------------- | --------- |
| 2009 | Festival de Cannes                                       | Palma de Oro                                                    | Ganadora  |
| 2009 | Festival de Cannes                                       | Premio FIPRESCI                                                 | Ganadora  |
| 2009 | Festival de Cannes                                       | Premio del Sistema Educativo Nacional Francés                   | Ganadora  |
| 2009 | Festival Internacional de Cine de San Sebastián          | Premio FIPRESCI a la película del año                           | Ganadora  |
| 2009 | Premios del Cine Europeo                                 | Mejor película                                                  | Ganadora  |
| 2009 | Premios del Cine Europeo                                 | Mejor director                                                  | Ganadora  |
| 2009 | Premios del Cine Europeo                                 | Mejor guion                                                     | Ganadora  |
| 2009 | Premios del Cine Europeo                                 | Mejor fotografía                                                | Nominada  |
| 2009 | Asociación de Críticos de Cine de Toronto                | Mejor película extranjera                                       | Ganadora  |
| 2009 | Premios Satellite                                        | Mejor película extranjera                                       | Nominada  |
| 2009 | Asociación de Críticos de Cine de Los Ángeles            | Mejor fotografía (Christian Berger)                             | Ganadora  |
| 2009 | Asociación de Críticos de Cine de Chicago                | Mejor película extranjera                                       | Ganadora  |
| 2009 | Círculo de Críticos de Cine de Nueva York                | Mejor fotografía (Christian Berger)                             | Ganadora  |
| 2009 | Asociación de Críticos de Cine de Washington             | Mejor película extranjera                                       | Nominada  |
| 2010 | Sociedad Nacional de Críticos de Cine de Estados Unidos  | Mejor fotografía (Christian Berger)                             | Ganadora  |
| 2010 | Asociación de Críticos de Cine Online                    | Mejor película en lengua extranjera                             | Ganadora  |
| 2010 | Asociación de Cronistas Cinematográficos de la Argentina | Premio Cóndor de Plata a la Mejor película en lengua extranjera | Nominada  |
| 2010 | Broadcast Film Critics Association                       | Premio de la crítica a la mejor película extranjera             | Nominada  |
| 2010 | Globos de oro                                            | Globo de Oro a la mejor película extranjera                     | Ganadora  |
| 2010 | Asociación de críticos de cine alemanes                  | Mejor película                                                  | Ganadora  |
| 2010 | Asociación de críticos de cine londinenses               | Película del año                                                | Nominada  |
| 2010 | Asociación de críticos de cine londinenses               | Director del año (Michael Haneke)                               | Nominado  |
| 2010 | Asociación de críticos de cine londinenses               | Guionista del año (Michael Haneke)                              | Nominado  |
| 2010 | Asociación de críticos de cine londinenses               | Película extranjera del año                                     | Nominada  |
| 2010 | Premios BAFTA                                            | Mejor película extranjera                                       | Nominada  |
| 2010 | Premios César                                            | Mejor película extranjera                                       | Nominada  |
| 2010 | American Society of Cinematographers                     | Logro destacado en fotografía (Christian Berger)                | Ganadora  |
| 2010 | Premios Óscar                                            | Mejor fotografía (Christian Berger)                             | Nominada  |
| 2010 | Premios Óscar                                            | Mejor película extranjera                                       | Nominada  |
| 2010 | Premios Chlotrudis                                       | Mejor película                                                  | Nominada  |
| 2010 | Premios Chlotrudis                                       | Mejor director (Michael Haneke)                                 | Nominado  |
| 2010 | Premios Chlotrudis                                       | Mejor fotografía (Christian Berger)                             | Ganadora  |
| 2010 | Premios Chlotrudis                                       | Mejor reparto                                                   | Nominada  |
| 2010 | Premios Young Artist                                     | Mejor interpretación (Leonard Proxauf, Leonie Benesch)          | Nominados |
| 2010 | Premios del cine alemán                                  | Mejor película                                                  | Ganadora  |
| 2010 | Premios del cine alemán                                  | Mejor director (Michael Haneke)                                 | Ganador   |
| 2010 | Premios del cine alemán                                  | Mejor guion                                                     | Ganadora  |
| 2010 | Premios del cine alemán                                  | Mejor actor (Burghart Klaußner)                                 | Ganador   |
| 2010 | Premios del cine alemán                                  | Mejor actriz (Susanne Lothar)                                   | Nominada  |
| 2010 | Premios del cine alemán                                  | Mejor actor secundario (Rainer Bock)                            | Nominado  |
| 2010 | Premios del cine alemán                                  | Mejor actriz secundaria (Maria Victoria Dragus)                 | Ganadora  |
| 2010 | Premios del cine alemán                                  | Mejor fotografía (Christian Berger)                             | Ganadora  |
| 2010 | Premios del cine alemán                                  | Mejor montaje (Monika Willi)                                    | Nominada  |
| 2010 | Premios del cine alemán                                  | Mejor diseño de producción                                      | Ganadora  |
| 2010 | Premio Sur                                               | Mejor película extranjera                                       | Ganadora  |
| 2011 | Central Ohio Film Critics Association                    | Mejor película extranjera                                       | Ganadora  |